# Neunkirchen am Sand
Neunkirchen am Sand, Neunkirchen a.Sand – miejscowość i gmina w Niemczech, w kraju związkowym Bawaria, w rejencji Środkowa Frankonia, w regionie Industrieregion Mittelfranken, w powiecie Norymberga. Leży w Okręgu Metropolitarnym Norymbergi, około 18 km na północny wschód od Norymbergi i ok. 3 km na wschód od Lauf an der Pegnitz, nad ujściem rzeki Schnaittach do Pegnitz, przy autostradzie A9, drodze B14 i linii kolejowej Norymberga – Cheb.

## Dzielnice
W skład gminy wchodzą następujące dzielnice: 
- Neunkirchen am Sand
- Kersbach
- Rollhofen
- Speikern
- Weißenbach
- Erstmals
- Wolfshöhe

## Współpraca
Miejscowość partnerska:
- Triebes – dzielnica Zeulenroda-Triebes, Turyngia